# Курниаван, Тауфик
Тауфик Курниаван (индон. Taufik Kurniawan; 22 ноября 1967[…], Семаранг[…] — 24 ноября 2022, Семаранг) — индонезийский политик, вице-спикер Совета народных представителей Индонезии (2010—2019).

## Биография
Окончил Университет Дипонегоро в Семаранге, где изучал химическую инженерию. В 1997 году получил степень магистра. Позже окончил докторантуру экономического факультета университета.
Член Партии национального мандата (ПНМ). Был секретарём ПНМ города Семаранг, затем Центральной Явы. В 2004—2009 годах избирался депутатом Совета народных представителей Индонезии. Был членом Комиссии по развитию инфраструктуры и транспорта.
С марта 2010 по октябрь 2014 года — заместитель председателя Совета народных представителей Индонезии по вопросам народного благосостояния.
С октября 2014 по октябрь 2019 года занимал пост заместителя председателя Совета народных представителей Индонезии по экономике и финансам.